# Григорьев, Максим Сергеевич (футболист)
Макси́м Серге́евич Григо́рьев (род. 6 июля 1990, Липецк) — российский футболист, крайний полузащитник, нападающий.

## Карьера

### Клубная
Воспитанник липецкого футбола. До переезда в Москву занимался в СДЮШОР «Металлург». Начал карьеру в московском «Спартаке». 27 ноября 2008 года дебютировал в основном составе в матче с загребским «Динамо» (1:0) в рамках 3 тура группового этапа Кубка УЕФА, заменив на 78-й минуте Александра Павленко. 21 марта 2009 года дебютировал в чемпионате России, выйдя на 67-й минуте на замену в матче с «Кубанью» (0:1). В начале сезона 2011/12 перешёл в новочеркасский «МИТОС» и сразу был отдан в аренду, 2 апреля был дозаявлен клубом «Ростов» накануне выездного матча против «Локомотива». Дебютировал за новую команду в этом же матче, выйдя на замену на 75-й минуте вместо Тимофея Калачёва. На 83-й минуте забил свой первый гол в Премьер-лиге и установил окончательный счёт в матче 1:1. 16 января 2012 года подписал контракт с «Локомотивом». 22 сентября забил свой первый гол за клуб в матче против «Терека» (3:0).
Летом 2014 года был отдан в аренду «Ростову» до конца сезона 2014/15. С сезона 2016/17 подписал полноценный контракт. В феврале 2017 года был отдан в аренду до конца сезона в «Оренбург», за который провёл 10 матчей. 17 июля 2017 года по обоюдному согласию расторг контракт с «Ростовом», на следующий день подписал соглашение с «Уралом», за который сыграл 7 матчей. 15 сентября контракт был расторгнут в связи с проблемами у Григорьева со спортивным режимом.
В январе 2018 года стал игроком калининградской «Балтики», оформив соглашение до конца сезона. Летом 2018 года продлил контракт. В январе 2019 года расторг контракт и подписал соглашение с курским «Авангардом». В 2020 году играл за «Факел» Воронеж.

#### Скандал с дозаявкой Григорьева за «Ростов»
Накануне матча 3 тура чемпионата России 2011/12 против «Локомотива» Григорьева и его бывшего партнёра по «Спартаку» Дмитрия Маляку «Ростов» дозаявил после закрытия трансферного окна.
Согласно пункту 12.10.2 статьи 12 «Заявка для участия в чемпионате и порядок её оформления» регламента чемпионата России регистрация футболистов по форме № 3 С (не старше 1990 года рождения) для участия в чемпионате осуществляется только в регистрационные периоды, за исключением случаев, предусмотренных регламентом РФС по статусу.
В интервью после матча Григорьев сказал: «Позвонили, я прилетел, вышел и забил. Давно хотел открыть счёт голам в чемпионате России, но раньше не получилось».
Президент «Локомотива» Ольга Смородская была возмущена ситуацией и обещала подать жалобу в палаты Российского футбольного союза и РФПЛ.
Спортивный директор РФПЛ Игорь Мещанчук, прокомментировал ситуацию: «Григорьев временно зарегистрирован за футбольным клубом „Ростов“».
21 апреля 2011 года Палата по разрешению споров РФС отказала «Локомотиву» в удовлетворении жалобы, не найдя нарушения со стороны «Ростова». 11 мая 2012 года спортивный арбитражный суд в Лозанне вынес решение по делу московского «Локомотива» против РФС, РФПЛ, «Ростова» и федерации футбола Ростовской области, отклонив апелляцию «Локомотива» и признав законной дозаявку Григорьева, решение Палаты по разрешению споров РФС от 21 апреля 2011 года, а также решение Комитета по статусу игроков РФС от 24 мая 2011 года. Ответчики представили паспорт игрока, в котором было указано, что в паспорте игрока Григорьева за «Ростов» зарегистрировали вовремя, то есть до закрытия трансферного окна 10 марта 2011 года, хотя на сайте РФПЛ было указано, что Григорьев зарегистрирован 1 апреля.

### В сборной
Дебютировал в сборной 14 ноября 2012 года в товарищеском матче против США (2:2), заменив на 11-й минуте Смолова. Вышел на поле в матче с Швецией во втором тайме.

## Статистика

### Клубная
| Клуб               | Сезон            | Лига | Лига | Кубок | Кубок | Еврокубки | Еврокубки | Итого | Итого |
| Клуб               | Сезон            | Игры | Голы | Игры  | Голы  | Игры      | Голы      | Игры  | Голы  |
| ------------------ | ---------------- | ---- | ---- | ----- | ----- | --------- | --------- | ----- | ----- |
| Спартак (Москва)   | 2008             | 0    | 0    | 0     | 0     | 2         | 0         | 2     | 0     |
| Спартак (Москва)   | 2009             | 3    | 0    | 1     | 0     | —         | —         | 4     | 0     |
| Спартак (Москва)   | 2010             | 0    | 0    | 0     | 0     | 0         | 0         | 0     | 0     |
| Спартак (Москва)   | Итого            | 3    | 0    | 1     | 0     | 2         | 0         | 6     | 0     |
| МИТОС              | 2011/12          | 0    | 0    | 0     | 0     | —         | —         | 0     | 0     |
| МИТОС              | Итого            | 0    | 0    | 0     | 0     | —         | —         | 0     | 0     |
| → Ростов           | 2011/12          | 29   | 2    | 4     | 3     | —         | —         | 33    | 5     |
| → Ростов           | Итого            | 29   | 2    | 4     | 3     | —         | —         | 33    | 5     |
| Локомотив (Москва) | 2011/12          | 3    | 0    | 0     | 0     | 0         | 0         | 3     | 0     |
| Локомотив (Москва) | 2012/13          | 20   | 2    | 0     | 0     | —         | —         | 20    | 2     |
| Локомотив (Москва) | 2013/14          | 10   | 0    | 1     | 0     | —         | —         | 11    | 0     |
| Локомотив (Москва) | 2015/16          | 5    | 0    | 2     | 0     | 3         | 0         | 1     | 0     |
| Локомотив (Москва) | Итого            | 38   | 2    | 3     | 0     | 3         | 0         | 44    | 2     |
| → Ростов           | 2014/15          | 24   | 5    | 1     | 0     | 2         | 0         | 27    | 5     |
| → Ростов           | Итого            | 24   | 5    | 1     | 0     | 2         | 0         | 27    | 5     |
| Ростов             | 2016/17          | 6    | 0    | 0     | 0     | 1         | 0         | 7     | 0     |
| Ростов             | Итого            | 6    | 0    | 0     | 0     | 1         | 0         | 7     | 0     |
| Всего за карьеру   | Всего за карьеру | 89   | 9    | 8     | 3     | 4         | 0         | 101   | 12    |

### В сборной
| № | Дата           | Соперник         | Счёт | Турнир                   |
| - | -------------- | ---------------- | ---- | ------------------------ |
| 1 | 14 ноября 2012 | США              | 2:2  | Товарищеский матч        |
| 2 | 25 марта 2013  | Бразилия         | 1:1  | Товарищеский матч        |
| 3 | 19 ноября 2013 | Республика Корея | 2:1  | Товарищеский матч        |
| 4 | 9 октября 2014 | Швеция           | 1:1  | Отборочные матчи ЧЕ-2016 |

Итого: 4 матча / 0 голов; 1 победа, 3 ничьи, 0 поражений.

## Достижения
«Спартак» (Москва)
- Серебряный призёр чемпионата России: 2009

«Локомотив (Москва)»
- Бронзовый призёр чемпионата России: 2013/14